# Indiumtinoxide
Indiumtinoxide is een vaste oplossing van indium(III)oxide In2O3 en tin(IV)oxide SnO2 met ca 90% In, 10% Sn.
In dunne, goeddeels amorfe lagen aangebracht is het materiaal transparant. In bulk kan het afhankelijk van de precieze samenstelling enigszins groenig of gelig zijn. Het materiaal is een ontaarde halfgeleider met een vrij hoge geleidbaarheid en wordt in dunne lagen op glas of kwarts aangebracht als transparante geleider toegepast bijvoorbeeld als doorzichtige elektrode.
In het algemeen zijn geleiders niet doorzichtig in het zichtbare gebied van het elektromagnetisch spectrum, maar in dit materiaal ligt de plasmafrequentie in het infrarode gebied. Deze frequentie representeert de snelste beweging van het elektrische veld van een foton die de ladingsdragers nog kunnen volgen. Boven die frequentie kunnen fotonen ongehinderd het materiaal passeren. Bij de meeste metalen ligt die frequentie ver in het ultraviolette gebied, maar in deze ontaarde halfgeleider is dat niet zo. Het gevolg is dat zichtbaar licht doorgelaten wordt, maar in het infrarode gebied heeft het materiaal de spiegelende eigenschappen van een metaal.